# Vorsorgewert
Der Vorsorgewert ist in Deutschland ein allgemeiner Umwelt-Richtwert des Bundesgesundheitsamtes (BGA), der im Sinne des vorbeugenden Gesundheitsschutzes zu unterschreiten ist.